# Tazates de Asócia
Tazates (em latim: Tazates; em grego: Τατζάτης, Tatzátēs), Tazácio (Tazatius; Τατζάτιος, Tatzátios) ou Tachate (em armênio: Տաճատ; romaniz.: Tačat) foi um nobre armênio (nacarar) do século III, membro da dinastia de Asócia.

## Nome
Tazates (Tazates; Τατζάτης, Tatzátēs) ou Tazácio (Tazatius; Τατζάτιος, Tatzátios) são as formas latina e grega do armênio Tachate (Տաճատ, Tačat). Sua origem é desconhecida, mas pode ter uma vaga relação com o persa novo daxade (داشان, dašād) ou daxã (داشات, dašān).

## Vida

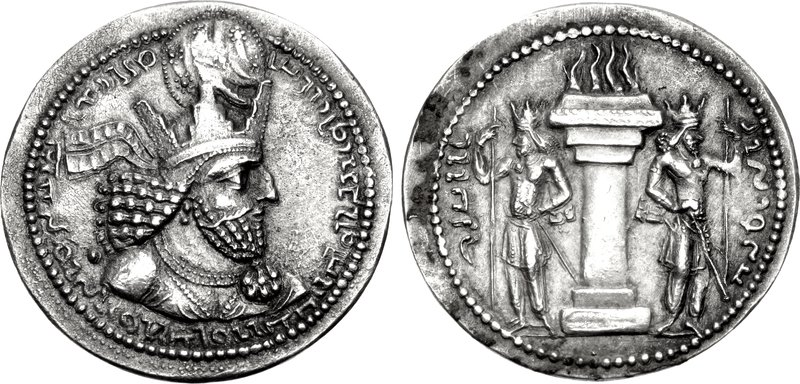
Dracma de cunhado ca. 240-244

Tazates era membro da dinastia principesca de Asócia, em Gogarena. Moisés de Corene afirmou que sua linhagem descendia de Haico através de Guxar. O mesmo cronista, num relato quiçá fantasioso (cf. Artavasdes I), afirmou que Tazates resgatou a filha de Artavasdes Mandacúnio do extermínio de sua família como ordenado pelo xainxá Artaxer I (r. 224–242). No contexto, a levou para Cesareia Mázaca, onde se casam. Mais tarde, quando Tirídates III (r. 298–330) foi instalado no trono, Tazates foi feito príncipe de Asócia.